# الدوري النرويجي الممتاز 1997
الدوري النرويجي الممتاز 1997 (بالنرويجية: Tippeligaen 1997)‏ هو الموسم 53 من  الدوري النرويجي الممتاز. أقيم خلال الفترة 12 أبريل 1997 وحتى 19 أكتوبر 1997، وكان عدد الأندية المشاركة فيه  14، وفاز فيه نادي روسنبورغ.ه